# Castillo de Mayorga
El castillo de Mayorga es una fortaleza del siglo XIII. Se encuentra en el término municipal español de San Vicente de Alcántara, provincia de Badajoz, Extremadura.

## Historia
Mayorga y su castillo se citan ya a mediados del siglo XIII junto a los de Azagala y Piedrabuena, muy próximos entre sí y, a su vez, muy próximos a la frontera portuguesa. Estos enclaves defensivos tuvieron una gran importancia estratégica y bélica a mediados del siglo XVII en los enfrentamientos de la guerra con Portugal. Cuando fue tomado por las tropas portuguesas, antes de abandonarlo definitivamente fue totalmente destruido.

## El castillo
El recinto que alberga al castillo se acomoda perfectamente al terreno, bastante irregular. Los restos que permanecen en mejor estado son los de la zona meridional, con sus murallas y una torre rectangular. La torre del homenaje está situada en la parte occidental.
Si bien en la actualidad se encuentra en ruinas, existen documentos que describen su composición y distribución de los diferentes compartimentos. La fortaleza tenía en el siglo XVI un robusto cuerpo principal del que se conservan algunos lienzos de más de tres metros de espesor donde se abría la puerta de acceso. A lo largo de esos tres metros, el techo del paso desde el exterior al patio central tiene forma de bóveda de cañón. Este cuerpo central tenía una barbacana que fue demolida y vuelta a reconstruir varias veces durante el siglo XVI. En la documentación disponible se mencionan las torres «de la Mazmorra», «del Aljibe», «del Horno», «del Homenaje», y de «las Cabras».
Dispone de un patio central al que daban las dependencias destinadas a labores domésticas y viviendas. Tenía una galería porticada de dos alturas en uno de los lados, justo el destinado a los usos indicados.